# Lars Kolvig
Lars Kolvig (født 11. februar 1946, død 30. marts 2011) var en dansk filmproducent og produktionsleder.
Han startede karrieren i 1966 som toneassistent på Min søsters børn, instrueret af Annelise Reenberg. Et år senere blev han produktionsassistent på efterfølgeren, Min søsters børn på bryllupsrejse. Frem til 1980 nåede han at være indspilningsleder på ca. 40 film yderligere.
I årene 1980-86 producerede Kolvig fiktion for DR, og i en kort periode i 1989 var han fiktionssouschef hos TV 2.
Frem til maj 1998 var Kolvig direktør og producer hos Nordisk Film, hvorefter han sammen med sin svigersøn Michael Obel grundlagde Moonlight Filmproduktion.
Desuden har han været direktør for Det Danske Filmstudie, formand for Danske Spillefilmproducenter samt bestyrelsesformand i filmproducenternes rettighedsorganisation.

## Filmografi
Lars Kolvig har medvirket ved produktionen af følgende film:
1966
- Min søsters børn – Toneassistent

1967
- Smukke-Arne og Rosa − Tilrettelæggelse
- Far laver sovsen − Producerassistent
- Min søsters børn på bryllupsrejse – Produktionsassistent
- Min kones ferie − Produktionsleder

1968
- Min søsters børn vælter byen − Produktionsassistent
- Uden en trævl − Indspilningsleder
- Jeg elsker blåt − Produktionsassistent

1969
- Ta' lidt solskin − Produktionsassistent
- Helle for Lykke − Produktionsassistent
- Midt i en jazztid − Produktionassistent
- Damernes ven − Indspilningsleder

1970
- Ang.: Lone − Produktionsleder
- Den røde rubin − Produktionsassistent
- Mazurka på sengekanten − Indspilningsleder

1971
- Tandlæge på sengekanten − Produktionsleder
- Tjærehandleren − Produktionsleder

1972
- Rektor på sengekanten − Produktionsleder
- Motorvej på sengekanten − Produktionsleder
- Smil mand! − Produktionsleder

1973
- Afskedens Time − Produktionsleder
- Romantik på sengekanten − Produktionsleder

1974
- Pigen og drømmeslottet − Produktionsleder

1975
- Piger i trøjen − Produktionsleder
- Der må være en sengekant − Produktionsleder

1976
- Gangsterens lærling − Produktionsleder
- Strømer − Produktionsleder
- Hopla på sengekanten − Produktionsleder
- Sømænd på sengekanten − Produktionsleder

1977
- Piger til søs − Produktionsleder
- Hærværk − Produktionsleder
- Terror − Produktionsleder

1978
- Vinterbørn − Produktionsleder
- Slægten − Produktionsleder
- Mig og Charly − Produktionsleder

1979
- Johnny Larsen − Produktionsleder
- Krigernes børn − Produktionsleder

1987
- Pelle Erobreren − Produktionsleder

1989
- Dansen med Regitze − Producer

1990
- Camping − Producer

1991
- Europa − Produktionssupervisor

1992
- Snøvsen − Producer
- Sofie − Producer

1993
- Sort høst − Producer
- Den russiske sangerinde − Executive Producer
- Det bli'r i familien − Co-producer

1994
- Snøvsen ta'r springet − Producent

1995
- Carmen & Babyface − Executive Producer

1996
- Hamsun − Executive Producer

1997
- Et hjørne af paradis − Executive Producer

2001
- Min søsters børn − Producer

2002
- Min søsters børn i sneen − Producer

2004
- Min søsters børn i Ægypten − Producer

2010
- Min søsters børn vælter Nordjylland − Co-producer

2012
- Min søsters børn - alene hjemme − Co-producer